# Suma Teológica
A Suma Teológica ou Summa Theologiae (significado: 'Resumo da Teologia') muitas vezes referida simplesmente como a Suma, é a obra mais conhecida de Tomás de Aquino (1225–1274), um teólogo escolástico e Doutor da Igreja. É um compêndio de todos os principais ensinamentos da Igreja Católica, destinado a ser um guia introdutório para estudantes de teologia, incluindo seminaristas e leigos. Apresenta o raciocínio de quase todos os pontos da teologia cristã no Ocidente, os tópicos da Suma seguem respectivamente um ciclo: Deus, Criação, Homem, Propósito do homem, Cristo, os Sacramentos, e de volta a Deus.
Embora não tenha sido terminada, é considerada "um dos clássicos da história da filosofia e uma das obras mais influentes da literatura ocidental" ou também com comentários como "a obra mais perfeita, a fruita dos anos maduros, no qual o pensamento de sua vida inteira é condensado".
Ao longo da Suma, Tomás cita fontes cristãs, como a Bíblia, Agostinho de Hipona, João Damasceno, Paulo, o Apóstolo, Psuedo-Dionísio, Anselmo da Cantuária, Boécio e João Escoto Eriugena. Ele não se limita apenas aos cristãos, citando muçulmanos (Avicena, Averróis e Al-Ghazali), judeus (Maimônides) e pagãos, como Aristóteles, qual Tomás tinha uma estruturação semelhante.
A Suma é uma versão mais estendida da Summa Contra Gentiles (Suma contra os Gentios), embora as duas tenham sido escritas para objetivos distintos. Enquanto a Suma Teológica pretendia explicar de forma introdutória a teologia, a Suma contra os Gentios pretendia explicar a fé cristã e defendê-la em situações hostis, com argumentos adaptados às circunstâncias pretendidas de seu uso, cada artigo refutando uma determinada crença ou uma heresia específica.
Aquino concebeu a Suma especificamente como uma obra adequada aos teólogos iniciantes, como cita no Prooemium (Prólogo):
| Versão original | Quia Catholicae veritatis doctor non solum provectos debet instruere, sed ad eum pertinet etiam incipientes erudire, secundum illud apostoli I ad Corinto. III, tanquam parvulis in Christo, lac vobis potum dedi, non escam; propositum nostrae intentionis in hoc opere est, e a quae ad Christianam religionem pertinent, e o modo tradere, secundum quod congruit ad eruditionem incipientium | Versão em português | Porque um doutor da verdade católica não deve apenas ensinar o proficiente, mas a ele pertence também instruir os iniciantes. Como o Apóstolo diz em 1 Coríntios 3:1–2, quanto às crianças em Cristo, eu lhes dei leite para beber, não carne, nossa intenção proposta nesta obra é transmitir as coisas que pertencem à religião cristã, de uma maneira que seja adequada à instrução dos iniciantes. |

- "Prólogo", Suma Teológica, I, 1.

Enquanto lecionava no Santa Sabina studium provincale - percursor da Santa Maria sopra Minerva studium generale e do Colégio de São Tomé, que no século XX, se tornaria a Pontifícia Universidade de São Tomás de Aquino, Angelicum - que Tomás começou a escrever a Suma. Ele completou a Prima Pars ('primeira parte') em sua totalidade e a distribuiu na Itália antes de partir para assumir sua segunda regência na França, como professor da Universidade de Paris (1269–1272).

Summa theologica, 1596

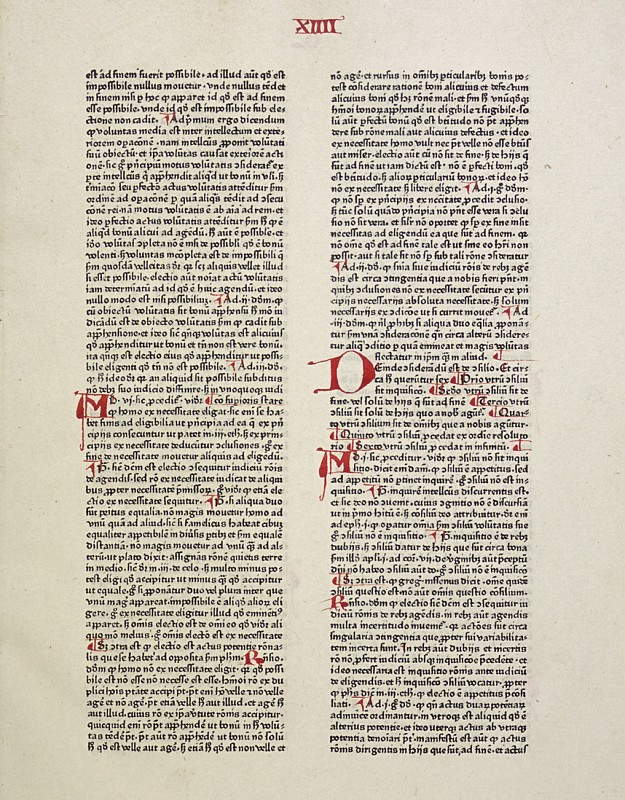
Suma Teológica.

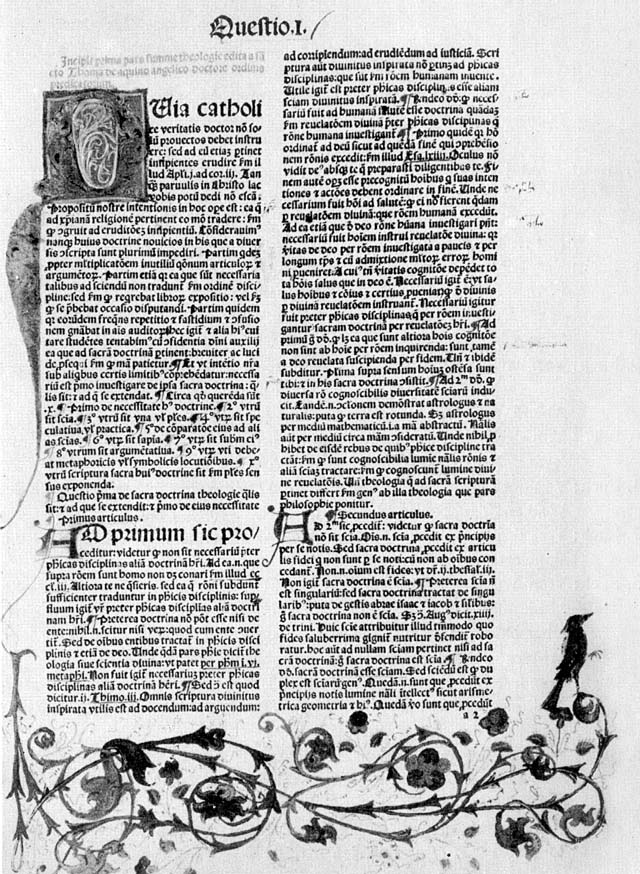
Suma Teológica.

## Estrutura
A Suma está estruturada em três partes ("Pt.") subdivididas em 614 questões ("QQ"), subdivididas em 3.125 artigos ("Art.").  As perguntas são tópicos específicos de discussão, enquanto seus artigos correspondentes são facetas mais especificadas da pergunta principal. Por exemplo, na Parte I, Questão 2 ("A Existência de Deus") é dividida em três artigos:
1. "Se a existência de Deus é auto-evidente?";
2. "Se pode ser demonstrado que Deus existe?";
3. "Se Deus existe?".  Além disso, as perguntas sobre um tema mais amplo são agrupadas em Tratados, embora a categoria de tratado seja relatada de forma diferente, dependendo da fonte.

As três partes da Suma tem subdivisões principais:
Primeira Parte (Prima Pars; inclui 119 questões e 584 artigos): A existência e a natureza de Deus; a criação do mundo; anjos; e a natureza do homem. Segunda Parte (inclui 303 questões e 1536 artigos), subdividida em duas subpartes:
- Primeira parte da Segunda Parte (Prima Secundae ou Parte I-II; inclui 144 questões, 619 artigos): Princípios gerais da moralidade (incluindo uma teoria do direito).
- Segunda parte da Segunda Parte (Secunda Secundae ou Parte II-II; inclui 189 questões, 917 artigos): Moralidade em particular, incluindo virtudes e vícios individuais.
- Terceira Parte (Tertia Pars; inclui 90 questões, 549 artigos): A pessoa e a obra de Cristo, que é o caminho do homem para Deus; e os sacramentos. Aqui, onde Tomás deixou incompleto.
- Suplemento (99 questões, 446 artigos): A terceira parte propriamente dita é acompanhada por um suplemento póstumo que conclui a terceira parte e a Suma, tratando da escatologia cristã, ou "as últimas coisas". Apêndice I (inclui 2 questões, 8 artigos) e Apêndice II (inclui uma questão, 2 artigos): Dois apêndices muito menores que discutem á respeito do purgatório.

### Formato do artigo
O método de exposição feito nos artigos da Suma é derivado de Averróis, a quem Aquino refere respeitosamente como "O Comentarista". O formato padrão para os artigos da Suma é o seguinte:
1. Uma série de objeções (praetarea) á conclusão ainda não declarada são dadas. Esta conclusão pode ser extraída principalmente (mas há exceções) colocando a introdução da primeira objeção no negativo.
2. Uma breve tese contrária a declaração é dada, começando com a frase sed contra ('em contrário...'). Essa afirmação quase sempre se referencia a literatura autorizada, como a Bíblia, Aristóteles e os Padres da Igreja.[7]
3. O argumento real é feito, começando com a frase respondeo dicendum quod conversatio ('respondo que...') Trata-se, em geral, de uma clarificação da questão.
4. São dadas respostas individuais às objeções anteriores ou à tese contrária, se necessário. Essas respostas variam de uma frase a vários parágrafos.

#### Exemplo
Considere o exemplo da Parte III, Questão 40 ("Do gênero da vida que levou Cristo"), Artigo 3 ("Se Cristo devia viver neste mundo uma vida pobre"):
Em primeiro lugar, apresenta-se uma série de objeções à conclusão, seguidas da conclusão extraída:
- Objeção 1: "Pois, Cristo devia assumir a vida mais digna de escolha. Ora, a vida mais digna de escolha é a média, entre as riquezas e a pobreza [...]"
- Objeção 2: "As riquezas exteriores se ordenam a alimentar e vestir o corpo. Ora, Cristo alimentava-se e vestia-se de acordo com a vida ordinária daqueles com quem convivia. Logo parece que devia viver do modo comum, uma vida mediana entre rica e pobre, e não na extrema pobreza"
- Objeção 3: " Cristo nos deu a todos o exemplo da humildade, segundo aquilo do Evangelho: Aprendei de mim que sou manso e humilde de coração [...] Logo, parece que Cristo não devia levar uma vida pobre"

1. Uma tese contrária á declaração é dada referindo-se aos versículos Mateus 8:20 e Mateus 17:26.
2. O argumento real é feito: "Convinha a Cristo viver neste mundo uma vida pobre [...]" por quatro razões diferentes. Em seguida, o artigo expõe estas razões de forma detalhada.
3. A resposta de Tomás à objeção acima é que "A superabundância das riquezas e a mendicidade, enquanto ocasiões de pecar, devem ser cortadas pelos que querem viver uma vida virtuosa [...] E foi essa a escolhida por Cristo."

### Estrutura da Parte I (Prima Pars)
A Parte I da Suma é composta por 119 questões e 584 artigos, subdivididos em vários tratados. O conteúdo é o seguinte:
- Introdução
- Tratado sobre a Doutrina Sagrada (qq. 1)
- Tratado do Deus Uno (qq. 2–26)
- Tratado do Deus Trino (qq. 27–43)
- Tratado sobre a Criação (qq. 44–46)
- Tratado da Distinção das Coisas em Geral (qq. 47)
- Tratado da Distinção do Bem e do Mal (qq. 48–49)
- Tratado dos anjos (qq. 50–64)
- Tratado da Criação Corpórea (qq. 65–74)
- Tratado sobre o homem (qq. 75–102)
- Tratado sobre a conservação e o governo das coisas (qq. 103–119)

### Estrutura da Parte II
A Parte II da Suma é dividida em duas partes (Prima Secundae e Secunda Secundae). A primeira parte é composta por 114 questões, enquanto a segunda é composta por 189. As duas partes geralmente apresentam como contendo vários "tratados". O conteúdo é o seguinte:
Parte II-I
- Tratado da Bem-Aventurança (qq. 1–5)

- Tratado sobre os atos humanos (qq. 6–21)
  - Sobre a vontade em geral (qq. 6–7)
  - A Vontade (qq. 8–17)
  - O bem e o mal (qq. 18–21)
- Tratado das paixões da alma (qq. 22–48)
  - Paixões em geral (qq. 22–25)
  - Amor e ódio (qq. 26–29)
  - Concupiscência e prazer (qq. 30–34)
  - Dor e tristeza (qq. 35–39)
  - Medo e ousadia (qq. 40–45)
  - Raiva (qq. 46–48)
- Tratado dos hábitos (qq. 49–54)
  - Hábitos em geral; suas causas e efeitos (qq. 49–54)
- Tratado das virtudes em geral (qq. 55–67)
  - Virtudes; Virtudes intelectuais e morais (qq. 55–60)
  - Virtudes; Virtudes Cardeais e Teologais (qq. 61–67)
- Tratado dos dons do Espírito Santo (qq. 68–70)
- Tratado dos vícios e dos pecados (qq. 70–89)
  - O vício e o pecado em si mesmos; A comparação dos pecados (Qq. 71–74)
  - As causas gerais do pecado; As causas internas do pecado (qq. 75–78)
  - As causas externas do pecado, como o diabo e o próprio homem (qq. 79–84)
  - A corrupção da natureza a mancha do pecado; punição pelo pecado venial e mortal (qq. 85–89)
- Tratado da lei (qq. 90–108)
  - A essência do direito; os vários tipos de lei; seus efeitos (qq. 90–92)
  - Lei eterna, lei natural, lei humana (qq. 93–97)
  - A velha lei; preceitos cerimoniais e judiciais (qq. 98–105)
  - A lei do Evangelho ou nova lei (qq. 106–108)
- Tratado da Graça (qq. 109–114)

Parte II-II
- Tratado sobre a fé (qq. 1–16)
- Tratado sobre a esperança (qq. 17–22)
- Tratado sobre a caridade (qq. 23–56)
- Tratado sobre a justiça (qq. 57–122)
- Tratado sobre a fortaleza (qq. 123–140)
- Tratado sobre a temperança (qq. 141–170)
- Tratado sobre os atos específicos dos homens (qq. 171–189)

### Estrutura da Parte III (Tertia Pars)
A Parte III da Suma (Tertia Pars) trata de questões sobre a pessoa e a obra de Cristo, e os sacramentos. É composta por 90 questões e 549 artigos. Esta parte não chegou a ser completada por Tomás de Aquino. O conteúdo é o seguinte:
- Tratado sobre o verbo encarnado (qq. 1–26)
- Tratado sobre a vida de Cristo (qq. 27–59)
- Tratado sobre os sacramentos (qq. 60–90)
  - Sobre os sacramentos em geral (qq. 60–65)
  - Sobre o batismo (qq. 65–71)
  - Sobre a confirmação (qq. 72)
  - Sobre a eucaristia (qq. 73–83)
  - Sobre a penitência (qq. 84–90)